# الشيخ اسماعيل المجالي ( الشوفي )
إسماعيل يوسف المجالي (توفي عام 1834)، المعروف بلقب الشوفي، كان زعيمًا محليًا في الكرك وأحد أبرز قادة المقاومة ضد الحملة المصرية على بلاد الشام بقيادة إبراهيم باشا عام 1834. وهو أكبر أبناء الشيخ يوسف بن سليمان المجالي (أمير البدو).

## سيرته
عُرف إسماعيل بالشجاعة وقوة البأس، ولُقّب بـ "الشوفي" لكونه في مقدمة الفرسان. ارتبط اسمه بثورة الكرك حين لجأ الثائر قاسم الأحمد من نابلس إلى الكرك، فرفض إسماعيل تسليمه رغم تهديد إبراهيم محمد علي باشا.

## وفاته
بعد حصار طويل للكرك واقتحام قلعتها في أغسطس 1834، أُلقي القبض على إسماعيل المجالي ونُقل إلى القدس حيث أُعدم مع عدد من قادة الثورة الفلسطينية.

## إرث
- اشتهرت عشيرة المجالي بنخوتها "أخوات خضرة" المرتبطة بموقفه في الدفاع عن نساء الكرك.  
- ما زال اسمه حاضرًا في الأمثال الشعبية مثل: "الشوفي لن وعد يوفي".  